# Abisara freda
Abisara freda is een vlindersoort uit de familie van de prachtvlinders (Riodinidae), onderfamilie Nemeobiinae.
Abisara freda werd in 1957 beschreven door Bennett.